# Susheela Raman
Susheela Raman (Hendon, 20 luglio 1973) è una cantautrice e compositrice britannica.

## Biografia
Di origini indiane, Susheela Raman ha pubblicato il suo primo album, intitolato Salt Rain, nel 2001. Il disco ha raggiunto la 29ª posizione della classifica francese, paese nel quale è stato certificato disco d'oro, ed è stato candidato al Premio Mercury. Sono seguiti Love Trap, Music for Crocodiles e 33 1/3, che si sono piazzati rispettivamente alla numero 32, 51 e 120 in Francia.

## Discografia

### Album in studio
- 2001 – Salt Rain
- 2003 – Love Trap
- 2005 – Music for Crocodiles
- 2007 – 33 1/3
- 2011 – Vel
- 2014 – Queen Between
- 2018 – Ghost Gamelan
- 2020 – Gypsy